# Elisabeth af Frankrig (1602-1644)
 For alternative betydninger, se Elisabeth af Frankrig. (Se også artikler, som begynder med Elisabeth af Frankrig)
Elisabeth af Frankrig (22. november 1602 – 6. oktober 1644) var dronning af Spanien
fra 1621 til 1644 og af Portugal fra 1621 til 1640 som kong Filip 4. af Spaniens første hustru. Hun fungerede som regent i Spanien under de catalanske oprør i 1640-42 og 1643-44. Hun var den ældste datter af Kong Henrik 4. af Frankrig og hans anden hustru Marie af Medici.